# Kirchberg (Volkach)

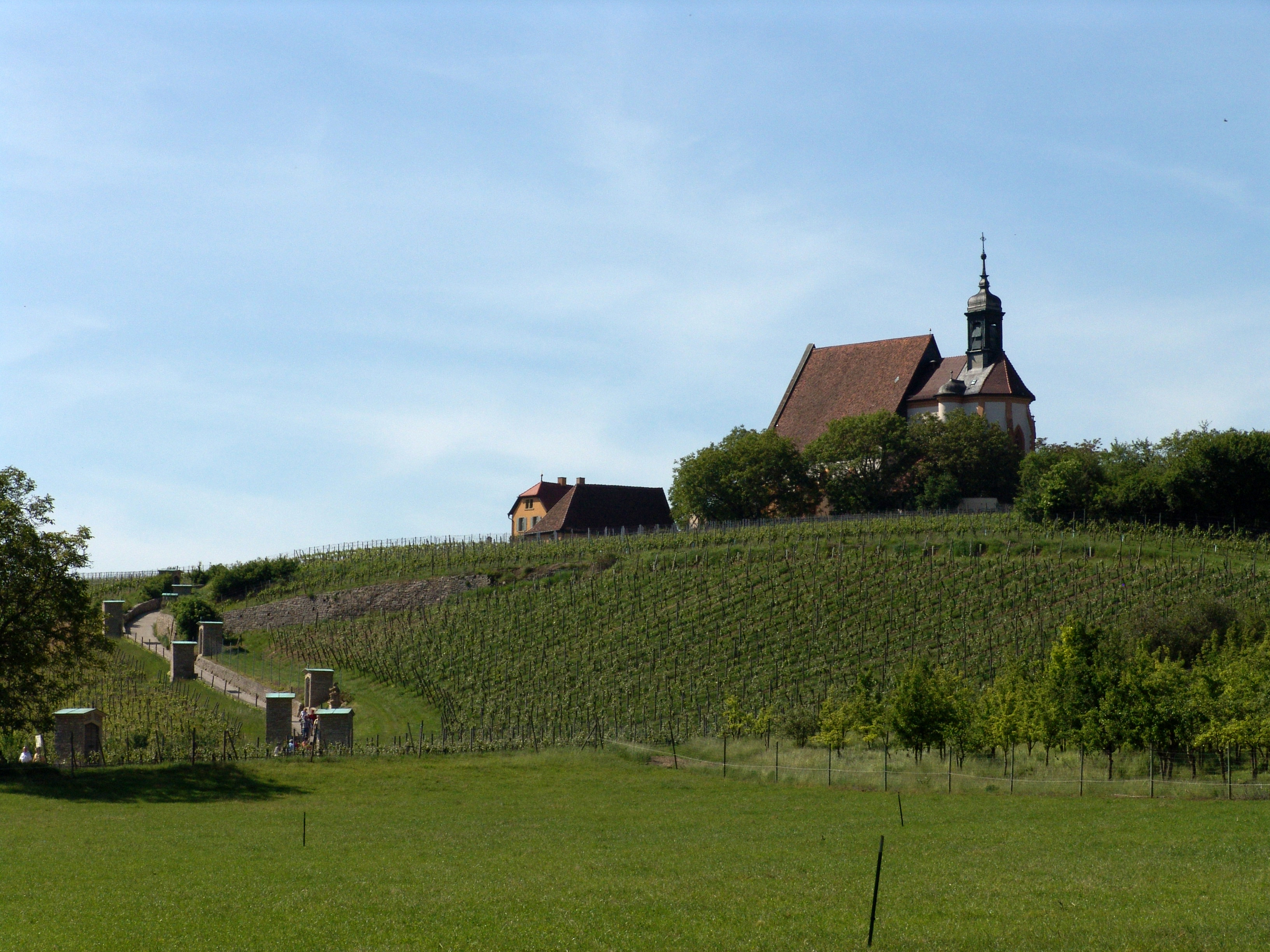
Maria im Weingarten auf dem Kirchberg

Der Kirchberg (auch Marienberg) ist eine Erhebung am Rande der Volkacher Altstadt im unterfränkischen Landkreis Kitzingen. Historische Bedeutung erlangte der Berg als Sitz der Urpfarrkirche, die sich über große Teile der Mainschleife erstreckte. Im 19. Jahrhundert war der Kirchberg zeitweise ein eigenständiger Ortsteil der Stadt Volkach.

## Geografische Lage
Der Berg weist eine Höhe von 230 m ü. NHN auf. Er befindet sich relativ zentral im heutigen Volkacher Gemeindegebiet. Nördlich fließt der Eschbachgraben an der Erhöhung vorbei, Gaibach erhebt sich noch weiter nördlich. Im Westen verläuft die Staatsstraße St2271. Südwestlich schließt ein Teil des Volkacher Neubaugebietes „Am Sambühl“ an den Berg an. Die Kernstadt ist weiter im Südwesten zu finden. Im Süden fließt der Main, während weiter im Osten Fahr zu finden ist. Der Berg ist mit Weinreben der Lage Volkacher Ratsherr bestockt. Über den Kirchberg verläuft der Fränkische Marienweg.

## Geschichte

### Urpfarrkirche und Berg
Der Kirchberg wurde im Jahr 1245 erstmals als „(…) monte kyrhberc prope volka“ (lat. Berg Kirchberg bei Volkach) erwähnt. Zunächst war hier die Urpfarrkirche für die Gemeinden der Umgebung eingerichtet. Erst zu Beginn des 14. Jahrhunderts verlegte man die Kirche in die Stadt Volkach und wandelte das Gotteshaus zu einer Wallfahrtskirche um. Im Jahr 1376 tauchte der Flurname „am Kyrchberge“ auf, 1422 wird der Berg „Kirchberge“ genannt. 1971 wurde die flächenmäßig größte Weingroßlage des Anbaugebietes Franken Volkacher Kirchberg genannt.

### Beginenklause
| Meisterin                       | Erwähnt    |
| Katharina Vogtin von Dettelbach | 1393, 1405 |
| Anna Vogtin von Dettelbach      | 1400, 1412 |
| Katharina Seheimerin            | 1415       |

Nachdem die Zahlen der Wallfahrer, die die Gottesmutter auf dem Kirchberg aufsuchen wollten, immer stärker anstieg, richtete man hier eine  Beginenklause ein. Die Beginen kamen aus dem Inklusorium des heiligen Johannes des Täufers  in Großbirkach und erreichten im Jahr 1340 die Stadt Volkach. In der Diözese Würzburg wurden die Beginen nicht verfolgt, anders als in anderen Teilen des Heiligen Römischen Reiches. Erstmals auf dem Kirchberg sind die „Junckfrawen“ im Jahr 1361 erwähnt. Im Jahr 1366 werden sie „erb geistliche Junckfrawen vff dem Kirchberge“ bezeichnet. Sie lebten hier in einer Klause und waren einer Meisterin unterstellt. Im Jahr 1400 werden neben der Meisterin Anna Vogtin von Dettelbach die Jungfrauen Else, Gred von Dettelbach und Katharina Seheimerin genannt. Die Gebäude auf dem Berg boten wohl maximal zehn Frauen Platz.
Die Klause befand sich außerhalb der heutigen Kirchbergummauerung an der Südostecke des Kirchberges und bestand aus einem Wohn- und einem Kelterhaus. Neben den Frauen lebte auch ein Knecht auf dem Berg. Die Beginen wurden von den örtlichen Adelsgeschlechtern wie den Zollnern von der Hallburg unterstützt. Sie betreuten die Bergkirche, förderten die Kindererziehung und wohnten Beerdigungen als „Seelnonnen“ bei. Ebenso waren sie in der Krankenpflege tätig. Die Beginen waren auch Teil der sogenannten Marienbruderschaft auf dem Berg. Sie werden in einem Guttäterverzeichnis aus dem 15. Jahrhundert noch vor den Fürstbischöfen von Würzburg als „Aller Junckfrauen vnd frawenn […] hie uff dem kirchberge […]“ erwähnt. Zu diesem Zeitpunkt war die Klause allerdings bereits einige Zeit lang aufgelassen. Im Jahr 1422 wurde die letzte hier lebende „Puellula“ nach Hohenfeld verbannt.
Bischof Johann II. von Brunn begründete die Schließung der Klause am 7. Juli mit dem häretischen Verhalten der Beginen. Sie hätten nicht nach einer approbierten Regel gelebt, sondern waren einer Meisterin unterstellt. Ein weiterer Grund für die Auflösung der Beginenklause waren die Opfergaben, die die Beginen erhielten. Die Vertreter der Volkacher Pfarrkirche wollten diese Zuwendungen für das Gotteshaus in der Stadt sichern.

## Ortsteil
Im Jahr 1875 wurde der Kirchberg erstmals als eigenständiger Ortsteil der Stadt Volkach bezeichnet. Er gehörte zur katholischen Pfarrei St. Bartholomäus in Volkach. Ebenso war er dem Schulsprengel und der Poststelle Volkach zugeordnet. 1875 bestand der Kirchberg aus insgesamt vier Gebäuden. Im Jahr 1888 erfasste man nur noch zwei Wohngebäude auf dem Gebiet des Ortsteils. In diesem Jahr wurde der Ortsteil auch letztmals als eigenständig bezeichnet.
| Jahr | Einwohner | Jahr | Einwohner |
| ---- | --------- | ---- | --------- |
| 1875 | 6         | 1888 | 5         |

## Sehenswürdigkeiten

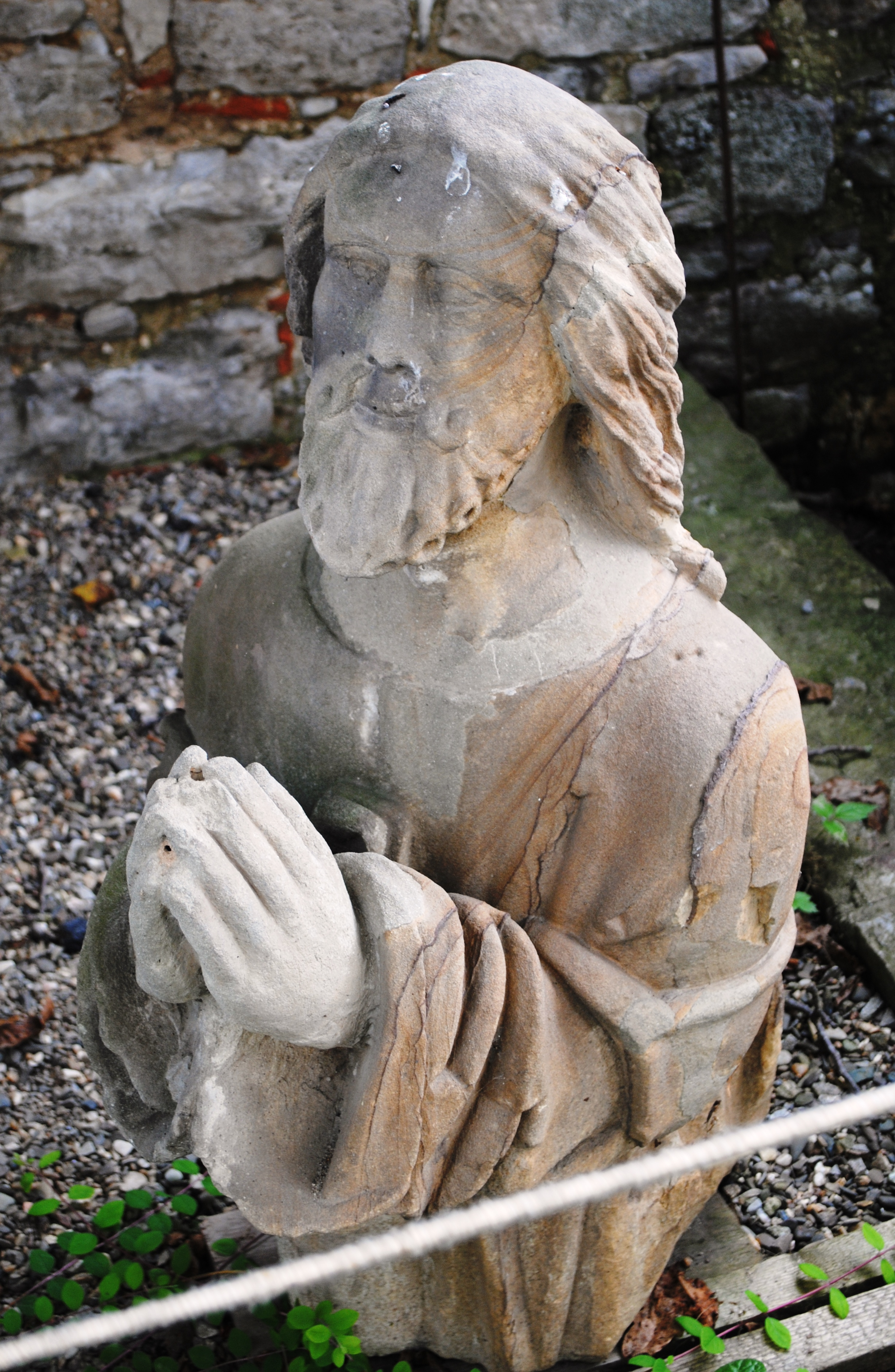
Die Reste der Ölberggruppe im Innenhof der Kirchenanlage

Den Mittelpunkt des Kirchberges bildet die Kirche Maria im Weingarten. Die ältesten Elemente der Kirche stammen aus dem 13. und 14. Jahrhundert. Bis zum Jahr 1447 errichtete man das Langhaus der Kirche neu, die einsetzende Wallfahrt zu einer Pietà des 14. Jahrhunderts war Grund für den Neubau. Nach dem Dreißigjährigen Krieg betreuten Franziskaner die Wallfahrer, allerdings hatte die Wallfahrt nach  Maria im Sand in Dettelbach die Anzahl der Pilger stark zurückgehen lassen.
Neben einigen Epitaphien von Adeligen und Bürgern aus der Umgebung von Volkach wird die Ausstattung der Kirche von einer Madonna von Tilman Riemenschneider geprägt. Sie entstand zwischen 1521 und 1524 und war für die Gründung einer Rosenkranzbruderschaft verantwortlich. Im Jahr 1962 wurde das Schnitzwerk aus dem Gotteshaus gestohlen und konnte erst nach einem Aufruf des Nachrichtenmagazins Der Stern zurückgebracht werden.
Die gesamte Anlage ist durch eine Mauer geschützt, die den ehemaligen Friedhof umgibt. Hier befinden sich Überreste einer steinernen Ölberggruppe, die früher am Kirchengebäude angebracht war. Sie stammt aus dem 16. Jahrhundert. Im Westen und Süden der Anlage befinden sich Gebäude aus dem Jahr 1732. Ein Rundbogenportal gewährt den Einlass hinter die Ummauerung. Über dem Portal thront eine barocke Statue des heiligen Johannes Nepomuk.
Zur Wallfahrtskirche führte früher von der Stadt aus ein Kreuzweg; von diesem älteren Kreuzweg sind noch drei Stationen aus dem Jahr 1521 erhalten. Mittlerweile führt ein kürzerer, jüngerenrKreuzweg mit Stationsbildnissen aus dem 19. Jahrhundert vom Parkplatz zur Kirche. Eine Statue der Mater dolorosa befindet sich zwischen den Stationen. Der Weg führt mitten durch den Weingarten und geht in einen Weinlehrpfad über.

## Wassermanagementsystem
Am Fuße des Kirchbergs befindet sich seit 2011 ein Pufferbecken des von einer Genossenschaft betriebenen Wassermanagementsystems „Vinaqua“. Es wurde seit dem Jahr 2009 geplant und soll die Wasserversorgung der um den Berg Weinbau betreibenden Winzer sicherstellen. Das System ist mit zwei Speicherbecken verbunden, die weiter im Norden und Nordosten angelegt wurden. Das Pufferbecken, das in Größe und Form an ein Schwimmbecken erinnert, dient als Verteilstation des Wassers. Die Wurzeln der Rebstöcke werden über eine Tröpfchenbewässerungsanlage mit dem benötigten Wasser versorgt.